# Кларк Коннорс
Коннор Дойч (народився 6 жовтня 1993 року), більш відомий під псевдонімом Кларк Коннорс, — американський професійний борець . Він підписав контракт з New Japan Pro-Wrestling (NJPW), де він є членом угрупування Bullet Club та її підгрупи War Dogs . У NJPW Коннорс колишній дворазовий командний чемпіон IWGP серед юніорів у важкій вазі разом зі своїм партнером Дріллою Молоні . Також у NJPW Коннорс став переможцем Lion's Break Crown 2020. Коннорс також виступає у незалежних промоушенах, де він є діючим чемпіоном світу DEFY .  

## Титули та досягнення
- DEFY Wrestling
  - Світовий чемпіон DEFY ( 1 раз, зараз )
  - Турнір Super 8XGP (2025)
- New Japan Pro-Wrestling
  - Командний чемпіон IWGP серед юніорів у важкій вазі ( 2 рази ) – з Дріллою Молоні
  - Lion's Break Crown (2020) [3]
- Pro Wrestling Illustrated
  - Посів 261 місце серед 500 найкращих одиночних реслерів PWI 500 у 2022 році [4]

## Зовнішні посилання
- Clark Connors's New Japan Pro-Wrestling profile
- Clark Connors's profile at Cagematch.net, Wrestlingdata.com, Internet Wrestling Database